# Petróleo crudo pesado

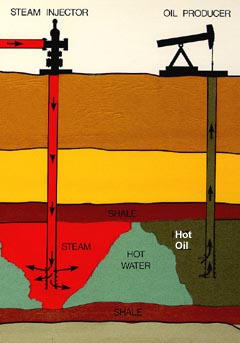
En la imagen se aprecia el uso de agua caliente y vapor para facilitar la extracción del petróleo crudo pesado.

El crudo pesado o crudo extra pesado es cualquier tipo de petróleo crudo que no fluye con facilidad. Se le denomina "pesado" debido a que su densidad o peso específico es superior a la del petróleo crudo ligero. El crudo pesado se ha definido como cualquier licuado de petróleo con un índice API inferior a 20 °, lo que significa que su densidad relativa es superior a 0,933. Este resultado del petróleo crudo pesado es una degradación por estar expuesto a las bacterias, el agua o el aire, como consecuencia, la pérdida de sus fracciones más ligeras, dejando atrás sus fracciones más pesadas.
La producción, transporte y refinado del crudo pesado presenta problemas especiales en comparación a la del crudo ligero. La mayor reserva de petróleo pesado en el mundo se encuentra al norte del río Orinoco en Venezuela, la misma cantidad que la reservas convencionales de petróleo de Arabia Saudita, pero se sabe que 30 o más países tienen reservas del mismo tipo. El crudo pesado está estrechamente relacionado con las arenas petrolíferas, la principal diferencia es que las arenas petrolíferas en general, no fluyen en absoluto. Canadá cuenta con grandes reservas de arenas petrolíferas, situadas al norte y al noreste de Edmonton, Alberta.
Las propiedades físicas que distinguen a los crudos pesados de los ligeros incluyen una mayor viscosidad y densidad, así como la composición de peso molecular. El petróleo extrapesado de la región del Orinoco tiene una viscosidad de más de 10 000 centipoise (10 Pa·s) y 10 ° en el índice API. Por lo general, se añade un diluyente a distancias regulares de un oleoducto a fin de facilitar su circulación. En el año 2011 en la Faja del Orinoco se inició un proyecto piloto de inyección alterna de vapor con el que se mejora la viscosidad del crudo, técnica que ha incrementado la tasa de recuperación hasta el 40 por ciento, que anteriormente era del 20 por ciento.
Algunos geólogos petróleros categorizan el betún de las arenas de petróleo como petróleo extrapesado, aunque el betún no fluye en condiciones ambientales.